# Retonfey

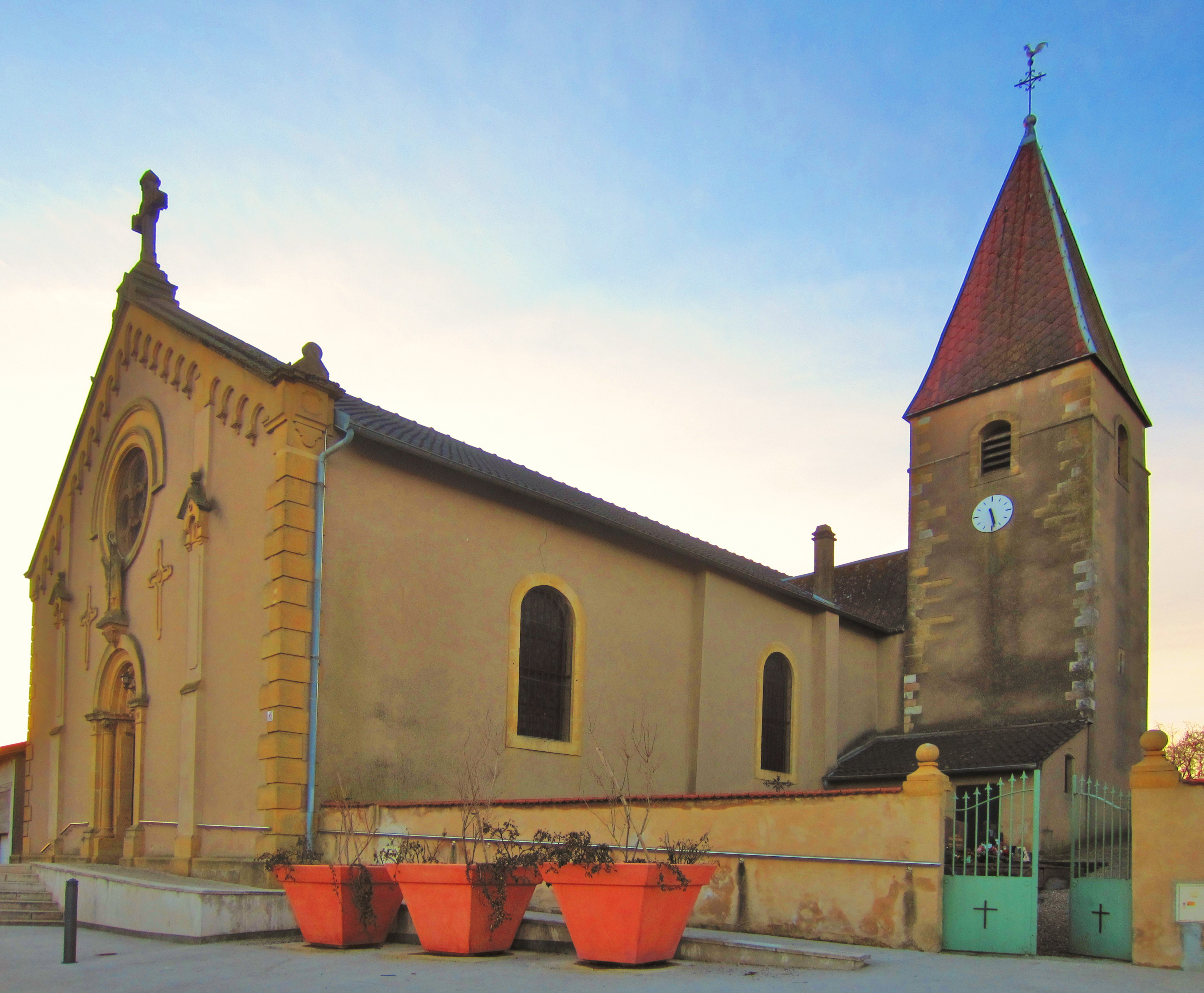
Kirche Saint-Martin

Retonfey [ʁətɔ̃fɛ] ist eine französische Gemeinde mit 1332 Einwohnern (Stand 1. Januar 2022) im Département Moselle in der Region Grand Est (bis 2015 Lothringen). Sie gehört zum Arrondissement Metz.

## Geographie
Retonfey liegt neun Kilometer östlich von Metz und sieben Kilometer nördlich von Pange auf einer Höhe zwischen 215 und 286 m über dem Meeresspiegel. Das Gemeindegebiet umfasst 9,77 km². Zu Retonfey gehören die Ortsteile La Tinchotte, Le Pré-Baillot, Petit Marais und Vaudreville. Durch das Gemeindegebiet führt die Autoroute A4 von Paris nach Straßburg.

## Geschichte
Die Ortschaft gehörte früher zum Bistum Metz. Beim Ort verlief eine Römerstraße.
Die goldenen Balken auf bleuem Grund symbolisieren den „Haut-Chemin“, einen Teil des Metzer Landes, zu dem Retonfey gehörte; der blaue Vorhang weist auf das Attribut des Mantels des Heiligen Martins hin, der Schutzpatron der Gemeinde ist.
Durch den Frankfurter Frieden vom 10. Mai 1871 kam die Region an Deutschland und das Dorf wurde dem Landkreis Metz im Bezirk Lothringen des Reichslandes Elsaß-Lothringen zugeordnet. Die Dorfbewohner betrieben Getreide- und Gemüseanbau sowie etwas Weinbau.
Nach dem Ersten Weltkrieg musste die Region aufgrund der Bestimmungen des Versailler Vertrags 1919 an Frankreich abgetreten werden. Im Zweiten Weltkrieg war die Region von der deutschen Wehrmacht besetzt und stand unter deutscher Verwaltung.
1915–1919 und 1940–1944 trug der Ort den eingedeutschten Namen Raitenbuchen.

### Bevölkerungsentwicklung
| Jahr      | 1962 | 1968 | 1975 | 1982 | 1990 | 1999 | 2007 | 2019 |
| Einwohner | 307  | 332  | 718  | 1171 | 1233 | 1372 | 1313 | 1357 |

## Belege
1. 1 2  Eugen H. Th. Huhn: Deutsch-Lothringen. Landes-, Volks- und Ortskunde, Stuttgart 1875, S. 294 (google.books.de).
2. ↑  Wappenbeschreibung auf genealogie-lorraine.fr (französisch)